# Barum (Lüneburgi járás)
Barum település Németországban, azon belül Alsó-Szászország tartományban. Lakosainak száma 2170 fő (2023. december 31.).

## Népesség
A település népességének változása:
| Lakosok száma | 1852 | 1980 | 2013 | 2025 | 2096 | 2164 | 2170 |
|               | 2014 | 2016 | 2017 | 2019 | 2021 | 2022 | 2023 |